# Térdfal
A térdfal a süllyesztett gerendasoros fedélszerkezetben a homlokzat falának a gerendasor fölé eső része. A magastető részeként már az ókori Rómában is szokványos szerkezetnek számított. Nevét onnan kapta, hogy többnyire térdmagasságig ért, de a modern épületekben általában 60–110 cm magas (minél laposabb a tető, annál magasabb a térdfal).
Kicsit egyszerűsítve: a térdfal főleg a tetőtér-beépítéseknél a tető emelésére használt kb.1-1,2 m magas fal. A tetőtér belmagasságát hivatott javítani, ezzel együtt pedig a hasznos teret növeli (1,9 m-nél nagyobb bm.-ú tér). Természetesen építészeti formatervezés szempontjából sem jelentéktelen.

## Külső hivatkozások
- A Pallas nagy lexikona
- Otthon Tudós Online